# Edward Hansen
Ne doit pas être confondu avec Ed Hansen (1937-2005)
Edward Hansen (7 septembre 1925 - 11 décembre 2007 à Solvang, Californie) est un réalisateur et producteur américain ayant notamment travaillé pour les studios Disney.

## Filmographie
- 1970 : Les Aristochats
- 1973 : Robin des Bois
- 1977 : Les Aventures de Winnie l'ourson
- 1981 : Rox et Rouky
- 1983 : Le Noël de Mickey
- 1985 : Taram et le Chaudron magique
- 1986 : Basil, détective privé